# Дрес, Виллем
Виллем Дрес (нидерл. Willem Drees, 5 июля 1886, Амстердам — 14 мая 1988, Гаага) — премьер-министр Нидерландов с 1948 по 1958 год. Одна из наиболее значимых фигур в послевоенной политике Нидерландов. Дрес руководил правительством во время послевоенного восстановления экономики страны и во время деколонизации Голландской Ост-Индии. Дрес был убеждённым социал-демократом, но проводил прагматическую политику.
Виллем Дрес пользовался широкой популярностью, которая распространялась далеко за пределы его партии, и получил прозвище «Папаша Дрес» (нидерл. Vadertje Drees). Он инициировал принятие многих социальных законов. В 1947 году он, занимая пост министра социальной защиты, он, с принятием закона о пенсионной реформе (нидерл. Noodwet Ouderdomsvoorziening), заложил основы для новой социальной политики, ставшей определяющей для послевоенного развития Нидерландов.
В 1970-е годы, когда его сын Виллем Дрес младший, стал одним из основателей новой партии умеренно левого направления Демократические социалисты 70, сам Дрес вышел из Партии труда в знак несогласия с курсом партии, который, по его мнению, был слишком радикальным и далёким от действительности.

## Правительства
Виллем Дрес был премьер-министром в четырёх кабинетах, которые обычно обозначаются следующим образом:
- Кабинет Дреса - ван Схаика (1948—1951);
- Первый кабинет Дреса (1951—1952)
- Второй кабинет Дреса (1952—1956)
- Третий кабинет Дреса (1956—1958)

Согласно также употребляющейся альтернативной нумерации, Кабинет Дреса - ван Схаика обозначается как Первый кабинет Дреса, а нумерация трёх последующих сдвигается на единицу.

## Биография

### До начала политической деятельности
Отец Виллема Дреса, Йоханнес Михиел Дрес, был служащим банка Twentsche Bank и умер, когда сыну было пять лет. Имя матери Дреса — Анна София ван Доббенбюрг. Семья принадлежала к ортодоксальному крылу Голландской реформатской церкви. Сам Виллем Дрес был воспитан в традициях этого крыла, но со временем стал агностиком.
С 1898 по 1901 год он посещал среднюю школу для мальчиков, расположенную на улице Марниксстраат (Marnixstraat) в Амстердаме, затем с 1901 по 1903 год — школу Eerste Openbare Handelsschool на площади Рамплеин (Raamplein), где изучал торговлю.
В 1902 году он участвовал в Амстердаме в праздновании победы социалистов на выборах в парламент, и с тех пор был горячим сторонником социалистов.
В 1904 году Дрес получил диплом бухгалтера, в 1910 — диплом среднего образования по экономике и статистике.
В 1910 году он женился на Катарине Хент (Catharina Hent). В их браке родились два сына и две дочери, одна из дочерей умерла в детстве. Один из сыновей, Виллем, позже стал политиком. занимая посты министра и депутата парламента.

### Политическая карьера
До 1906 года Дрес работал в Twentsche Bank в Амстердаме, как и его отец ранее. Затем он стал стенографистом в мэрии Амстердама, а с 1907 по 1919 год — в Генеральных штатах.
В 1904 году он вступил в Социал-Демократическую Рабочую партию, которая в 1946 году, объединившись с двумя более мелкими партиями, превратилась в Партию труда. С 1910 по 1931 год он был председателем гаагского отделения партии, с 1913 по 1941 год — членом совета коммуны Гааги, в том числе с 1919 по 1931 год отвечал за социальную защиту, а с 1931 по 1933 год — за финансы и общественные работы.
С 1919 по 1941 год Дрес был членом Провинциальных штатов Южной Голландии, а с 1927 по 1946 год входил в правление Социал-Демократической Рабочей партии. С 1933 по май 1940 года он был членом нижней палаты парламента от своей партии. В 1939 году социал-демократы впервые с 1918 года вошли в правительство, и Дрес стал председателем фракции. Во время экономического кризиса 1930-х годов он, вместе с другими представителями социал-демократов, работал над так называемым Планом труда — плана, который должен был стимулировать спрос и увеличить количество рабочих мест и, тем самым, вывести экономику из застоя.
Во время Второй мировой войны Дрес был взят немецкими оккупационными властями в заложники и с 1940 по 1941 год содержался в концентрационном лагере Бухенвальд. С 1944 по 1945 год он был одним из пяти (затем девяти) членом Коллегии Поверенных (нидерл. College van Vertrouwensmannen), органа, формально управляющего освобождёнными территориями Нидерландов до формирования правительства.
С 24 июня 1945 года по 7 августа 1948 года Виллем Дрес был министром социальной защиты (minister van Sociale Zaken) в правительствах Схермерхорна и Бела. С 7 августа 1948 года по 22 декабря 1958 года он был премьер-министром (minister-president) и министром общих дел (minister van Algemene Zaken) в четырёх последовательных кабинетах. 22 декабря 1958 года, уйдя в отставку с поста премьер-министра, он был назначен Государственным министром — почётный титул, который в качестве исключения присваивается политиком, которые более не будут выполнять публичные функции.
8 ноября 1948 года Дресу было присуждено звание почётного доктора Нидерландской Высшей Школы Экономики в Роттердаме, в 1952 году — Мэрилендского университета.
24 мая 1971 года Виллем Дрес вышел из Партии труда, что было связано с его несогласием с курсом партии, проводимым так называемыми Новыми левыми — по его мнению, слишком радикальным и оторванным от жизни. До конца жизни он более не вступал в политические партии.
Дрес умер 14 мая 1988 года в возрасте 101 года, став вторым премьер-министром в мире после норвежского премьера Кристофера Хорнсруда, дожившим до ста лет.
Входит в число 17 глав государств и правительств проживших более 100 лет.

## Значимость и наследие

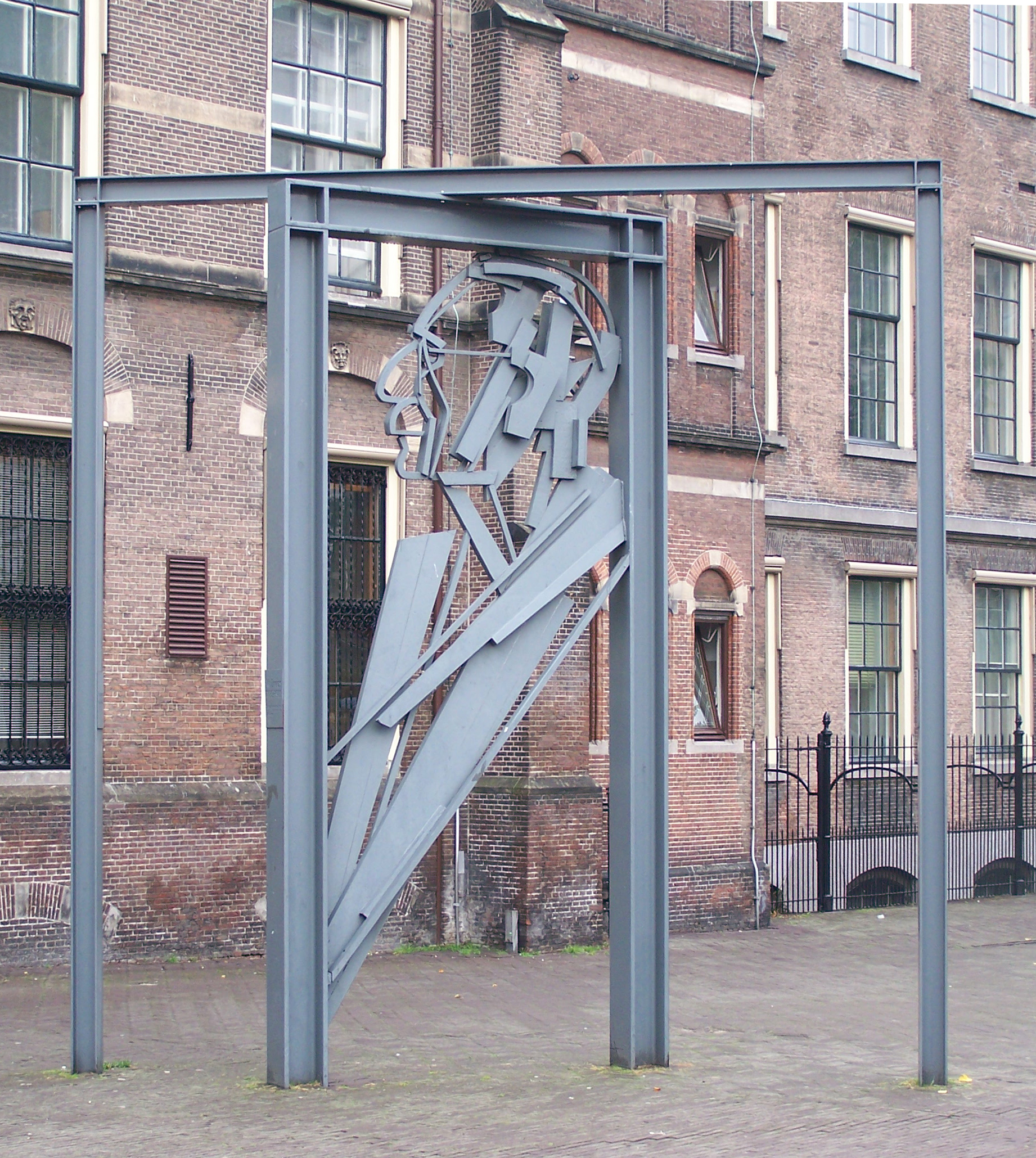
Памятник Виллему Дресу в Гааге, у южного входа в Бинненхоф. Скульптор Эрик Клаус, 1988.

Виллем Дрес сыграл большую роль в развитии Нидерландов и, в частности, нидерландской социал-демократии. Во время войны он участвовал в движении Сопротивления. Основным его вкладом в историю считается построение социальной системы защиты населения (социального государства), которое сохраняется в Нидерландах и по настоящее время. Он стоял за принятием многих социальных законов, призванных защитить, в первую очередь, безработных, престарелых и жителей с низкими доходами. Его имя связано также с послевоенным восстановлением нидерландской экономики. Для периода, когда не хватало основных продуктов, Виллем Дрес оказался в нужном месте в нужное время, и успешно справился с возложенными на него обязанностями.
В обязанности Дреса как премьер-министра входило следующее:
- С 1948 года его кабинет должен был преодолеть разрушительные последствия войны и оккупации. Усилия кабинета были направлены на восстановление разрушенной промышленности, устранение дефицита жилья, стимулирование экспорта, модернизацию и упорядочение сельского хозяйства и экономики (в частности, организация предприятий в соответствии с законами), восстановление платёжного баланса, оздоровление финансов и стимулирование эмиграции.

- Построение социального государства в Нидерландах шло путём принятия социальных законов, в частности, о безработных, о престарелых, о вдовах и сиротах. Принятие этой политики было облегчено относительным социальным спокойствием (в частности, отсутствием забастовок), а также введением новых форм управления, в частности, реформой профсоюзов. Министрами в кабинетах Дреса, отвечавшими за развитие промышленности, были Ян ван ден Бринк и Елле Зейлстра. Финансовая политика отличалась умеренностью, бюджетный дефицит никогда не был большим, в чём заслуга, в частности, министра финансов Пита Лифтинка. В 1957 году, когда экономике угрожал перегрев, было принято решение об ограничении расходов.

- С 18 по 31 декабря была проведена крупная военная операция в Голландской Ост-Индии, приведшая к принятию резолюции Совета Безопасности ООН, созданию комиссии ООН, и, в конечном счёте, независимости Индонезии. Дрес и другие министры из Партии труда были противниками военной операции, но подчинились решению большинства кабинета. В январе 1949 года Дрес посетил Ост-Индию, но визит не принёс никаких результатов. Под его председательством в Гааге 23 августа и 2 ноября 1949 года состоялись круглые столы с участием делегаций Нидерландов и Ост-Индии. 27 декабря 1949 года в Амстердаме и Батавии суверенитет над Нидерландской Ост-Индией был передан Индонезии.

- Между 1949 и 1951 годами вопрос Индонезии, в особенности в связи с Западным Ирианом, всё ещё играл важную роль во внешней политике Нидерландов.

- В прочих вопросах внешней политики Нидерланды вступили в НАТО и поддерживали политику США (в частности, в Корейской войне), а также всячески стимулировали сотрудничество в Европе и в 1957 году подписали Римский договор. После вторжения СССР в Чехословакию в 1948 году были повышены меры внутренней и внешней безопасности.

Несколько раз Виллем Дрес вынужден был исполнять обязанности различных министров кабинета, в частности, министра иностранных дел, министра обороны, министра финансов и министра социальной защиты. Так, в 1950 году в роли министра обороны он представлял парламенту концепцию военного сотрудничества с США.
В 1950 году разрешился продолжавшийся перед тем несколько лет так называемый «кризис Хофманс», когда целительница Грете Хофманс, оказавшаяся при дворе, получила слишком большое влияние на королеву Юлиану и пыталась проводить политику разоружения. Была организована комиссия, расследовавшая дело, и по результатам выводов комиссии все связи двора с Хофманс были прекращены.

## Память
К столетию со дня рождения Дреса, ещё при его жизни, в Нидерландах была выпущена почтовая марка с его изображением, а в Амстердаме на доме, где он родился (Haarlemmerplein 23), открыта мемориальная доска. После его смерти в парламенте была проведена специальная мемориальная сессия, а 5 июля 1988 года, в 102-ю годовщину со дня рождения Виллема Дреса, в Гааге был открыт памятник ему работы скульптора Эрика Клауса. Памятник позже был перенесён к южной стене Бинненхофа.
В 2004 году в телевизионной программе «Великий Нидерландец» («De grootste Nederlander»), в которой проводились выборы величайшего нидерландца всех времён, Виллем Дрес занял третье место, вслед за недавно убитым и потому прибавившим в популярности Пимом Фортёйном и Вильгельмом Оранским.
В январе 2006 года по результатам голосования на веб-сайте, принадлежащем одной из основных медийных организаций Нидерландов, VPRO, Виллем Дрес был назван лучшим премьер-министром после Второй мировой войны.

## Публикации
- «Werklozensteun», in «Gemeentebestuur» (1924)
- «Het Amsterdamsche werkloosheidsrapport», in: «Gemeentebestuur» (1928)
- «Het Internationale stedencongres», in: «Gemeentebestuur» (1929)
- «Haagsche Werkloosheidsrapporten», in: «Gemeentebestuur» (1930)
- «Werklozenzorg en de verhouding tussen Rijk en Gemeenten», in: «Gemeentebestuur» (1931)
- «Luchtbescherming en luchtverdediging», in: «Gemeentebestuur»
- «Op de kentering» (1945)
- «Drees aan het woord» (1952) (redevoeringen en artikelen, red. K. Voskuil)
- «Van mei tot mei. Persoonlijke herinneringen aan bezetting en verzet» (1958)
- «Een jaar Buchenwald» (1961)
- «Zestig Jaar Levenservaring» (1962)
- «De vorming van het regeringsbeleid» (1965)
- «Lasalle en Marx» (1967)
- «De burgemeester in de branding» (1968)
- «Monarchie, Democratie en Republiek» (1969)
- «Het Nederlandse Parlement vroeger en nu» (1975)
- «Marx en het democratisch-socialisme» (1979)
- «Herinneringen en Opvattingen» (1983)